# 地下
地下（ちか、英: underground、独: Keller）とは、地面の下のこと。地中、地底とも言う。対義語は、地上。
人類は古来、人為的に掘った穴や自然にできた洞窟などを通して地下の存在を認識し、利用してきた。
その用途は住居及び食料などの保管場所（地下室）、井戸からの地下水の汲み上げ、鉱山などでの地下資源の採掘、防衛・軍事施設（陣地や防空壕、シェルター、脱出用抜け穴）、死体の埋葬（墓地）、ゴミ処理（貝塚や最終処分場）、トンネルや地下鉄、地下街の建設など幅広い。
土木・建築技術の進歩に伴い、現代は地下の利用範囲・目的が急速に広がっている。
また地下は直接見えず、太陽の光が届かないことから、地底深くに地獄や冥界などがあると想像してきた。
浅い地下にはモグラやミミズといった小動物や微生物（細菌や菌類など）が多数生息しているほか、植物が根や地下茎を張り巡らし、地表の生態系を支えている。
これらとは別に、地下5000mくらいまで、高温高熱に耐えて岩石の成分で生きる化学合成独立栄養細菌群のような極限環境微生物がいることが明らかになっている。

## 地下の構造と探査
浅い部分は地表から連続した岩石やそれが風化した土、砂、泥などである。その下は地球中心部に向かって上から地殻、マントル、核の順番で構成されている。人類がこれまでに掘った最も深い穴であるロシアのコラ半島超深度掘削坑は1万mを超えたが、これでも地殻の上部でしかなく、地球の地下構造は地震波の伝わり方などからの推測である。なお日本の探査船「ちきゅう」が、海底からの掘削によりマントル到達を目指している。

## 地下にある構造物
地下が利用されてきた理由や特徴には以下のようなものがある。
ひとつは、居住空間としてである。地下は季節、昼夜を問わず室温が一定に保たれやすく、風雨をしのげるため、原始人類人類は洞窟に住むことが多かったとみられる。人類が家屋を作る技術を得た後も、屋根や壁からの地下水漏出や湿気が籠る心配が少ない砂漠・乾燥地帯では、内装を整えた洞窟や崖などに掘った横穴を住居としている例がある。中国・黄土高原の窰洞（ヤオトン）などである。また屋根を支える構造物として地面を利用することができる。
他には、外敵からの攻撃を防ぐ手段として有用なことである。その例として、古くはキリスト教徒が隠れ住んだアナトリア半島のカッパドキアを挙げることができる。また、近代以降も爆撃に耐えるために、軍事関連施設を地下に構築することがある。最近では、偵察機・偵察衛星に発見されにくくするために地下を利用することがある。一般家庭のレベルにおいても、竜巻などの自然災害や核攻撃などの兵器から身を守るための保護室（シェルター）として建造されることがままある。
また、地上の開発の制限された地域において建築物を建設する必要に応えられる点である。具体的には、大都市の限られた面積で空間を確保する、交通を立体交差させ容量を増大させる、景観保護・防音効果などを目的として、地下が積極的に利用される。いずれの構造物も、地上で建てるより費用がかなり高くなる。
代表的な例
- 住居など（竪穴建物、地下室）。
- 地下街。
- 井戸。鉱山、坑道。
- 敵からの攻撃の回避:カッパドキア。現代の軍事施設（防空壕、マジノ線、核シェルター、ミサイルサイロ 等々）。
- 交通施設 : トンネル、地下道・地下鉄。駐車場・駐輪場。
- 水路、電線路など何かを「流す」ためのもの : 上水道・下水道・共同溝（送・配電線路・通信線路・都市ガス導管）。また、それらと関連する地下水力発電・変電所、地域熱供給施設など。地下河川や暗渠。
- 廃棄物処理、地層処分に使う地下放射性廃棄物処理場など。
- 研究施設 : （一部の大型）加速器やカミオカンデなど。

最も深い穴
人類が掘った最も深い穴は、ロシアムルマンスク州にあるコラ半島で行った学術調査目的のボーリングによるコラ半島超深度掘削坑であり、深さ12,262m。人が入れる穴では、南アフリカにある金鉱山のタウトナ鉱山で深さ3,777m以上である。

## 日本の三大都市圏における地下利用
日本の東京、大阪、名古屋の三大都市圏においては「大深度地下の公共的使用に関する特別措置法」（2000年5月成立、2001年4月施行）によって、地下室に通常は利用されない深さ（地表40m以下の深さ）または建物の基礎設置に通常は利用されない深さ（基礎杭の支持地盤上面からの深さ10m以降）の、いわゆる大深度地下の利用が図られている。
同法の策定に当たって、高層建築物による地下利用深度が調査されている。2000年6月発表の大深度地下利用技術指針・同解説の参考資料によれば抽出された基礎底深さ25m以深の高層建築物は東京区部と横浜市（調査対象は三大都市圏）の26件で、うち12件の地下には地域熱供給施設が備わっている。杭基礎による地下利用としては24件が抽出され、うち大阪府が14件、そのうち杭先端が最深で地下60m以深となっているものが4件挙げられている。中京圏の事例は名古屋市内の2件である。
大都市は地下空間も過密になっている。そのため、後から作られる構造物は、より深い場所に作られる。また、地下鉄みなとみらい駅（横浜市西区）がクイーンズスクエアの地下階に建設されるなど、インフラストラクチャーと建築物が一体となるケースが出てきている。
また、地下階数では国立国会図書館が地下8階、都営地下鉄大江戸線六本木駅・新宿駅ホームが地下7階、民間の建築物では地下6階の建築物が複数知られている。
東京都心の地下鉄は他の路線や道路トンネル、上下水道、共同溝などと離隔距離を置きながら上下に交差または並行して走っており駅の深さはホーム面で最大で地下42.3mに達している（六本木駅）。

## 地下の危険性と防災施設
地下空間は一般に暗い密閉空間であるため、炭坑などでの地盤崩落や地下水噴出、粉塵爆発といった事故や、洞窟や地底湖での遭難がしばしば起きる。また地下街や地下鉄で火災や爆弾・化学兵器・細菌兵器によるテロリズムが発生した場合には、逃げ場を失った人々に多数の死傷者が出る。後者については日本の東京における地下鉄サリン事件以降、その危険性が広く認知されるに至った。また、洪水や高潮によって水が地下へ流れ込んだ場合にも同様に逃げ場を失って溺死する例がある。
不特定多数が利用する施設においては、次のような配慮が必要となる。
- 通路に物品を放置したり・屋台を出すなど交通の妨げになる行為をしない。
- 防災施設を完備しておく。
  - 防災センター・各関係機関との相互連絡回線
  - 避難誘導設備 : 誘導灯・非常照明
  - 排煙設備
  - 消火設備 : スプリンクラー設備・消防用水・消火器
  - 浸水防止設備 : 地上入口・地下で直接連結された建築物との浸水防止扉、排水ポンプなど
- 定期的に避難・誘導訓練を行う。

## 地下資源とその開発
地下には様々な資源がある。地下水や地熱、化石燃料（石油・石炭など）、鉱物（鉄・銅・貴金属・宝石など）がある。地下資源は地層の成り立ちによって形成されるため、地層の分布に地域的に偏りがあり、天然資源の分布にも偏りが出てくる。例えばダイヤモンドを含む鉱石（キンバーライト）は、インドや南アフリカ共和国などに限られている。地下資源の争奪は特に20世紀以降において、しばしば地域紛争・戦争の発生・拡大原因となっている。
2000年を過ぎたあたりから徐々にシェールガスの存在が知られるようになり、最近では盛んに開発が行われている。一方、シェールガスやシェールオイルの開発時に岩盤へ注入される物質や採掘されるガス自体が含む物質などにより地下水が汚染され、井戸水の黒色といった環境破壊や、住民に発がんなど深刻な健康被害が生じているとの報告もある。

## 地下に対する権利
国によって地下に対する権利の考え方は異なっている。アメリカ合衆国では地表の利用権を有する者が、特に深さに限定されずに地下の権利も有している、という論理が基本に置かれ、地下利用権の売買が行われている。シェールガスの開発にも地下の利用権が関係しており開発地域の地権者らと様々な取引が行われている。
日本では地上権と関連づけられており、近年では地下利用を促すために権利の及ぶ深さを限定する法改正が行われた。

## 地下の生物
地下に住む動物を地中動物と呼ぶ。モグラは地中に穴を掘り、地中の昆虫などを食べて生きている。プレーリードッグやマーモットは地中に巣穴をつくり、巣穴と地上を使い分けて暮らしている。
昆虫には地中で暮らしているものも多数いる。アリは巣穴を地下につくる。一時期だけ地中で過ごし、ある段階から地表に出るものもある。地中では幼虫、さなぎの姿で生きていて、地上に出ると脱皮し羽で飛行するようになる昆虫もいる。周期ゼミ（素数ゼミ）は17年もしくは13年の一生の99%を地中で幼虫の姿で樹木の根などから養分を吸って生きており、特定の年の夏になると一斉に大量に地表に出てくる。また、生まれてから死ぬまでずっと地中で過ごす昆虫類もいる。ミミズが地中で栄養をとり排泄することによって農業に向いた良質な土壌が作られている、と言われている。
メタン生成菌などの微生物は、地表や海底から2000メートル以上の地下からも発見されている。              

## 地下・地底に関わる信仰・伝承
地下に死後の世界があるとする信仰・伝説は世界各地にある。ギリシア神話でハーデースが支配する冥府、北欧神話のヘルヘイム、キリスト教や仏教の地獄、日本神話の黄泉の国はいずれも地下にあるとされた。
チベットの伝説ではシャンバラという名の理想郷が地下にあるとされ、近代ヨーロッパのオカルト界ではアガルタという高度な地下文明が考え出された。またヨーロッパではエドモンド・ハレーなど天文学者や自然哲学者・自然科学者らによって地下には巨大な空間があるとする地球空洞説が唱えられた。

## 地下や地底文明が登場するフィクション作品
19世紀以降、地底深くに理想郷あるいは地上侵略を企む地底人国家があったり、地底に怪獣や怪物がいたり、地球人類が地下に巨大な基地・都市を築いていたりする設定のSF・ホラー作品が欧米や日本で多数発表されている。地底への探査や攻撃のため、巨大なドリルを装着した地底戦車や人型ロボットが登場する作品も多い。
- ジュール・ヴェルヌ『地底旅行』：1864年発表のSF小説で、映画化（『地底探検』『センター・オブ・ジ・アース』など）やアニメ化もされている。
- エドガー・ライス・バローズ『ペルシダー・シリーズ』：1914年以降のSF小説シリーズ。1976年に『地底王国』として映画化。
- ジェームズ・ヒルトン『失われた地平線』：1933年発表の小説で、映画化もされた。シャングリラという理想郷が登場する。
- 手塚治虫『地底国の怪人』：1948年発表の漫画。
- ウルトラシリーズ：多数の地底怪獣が登場する、1966年に始まる特撮シリーズ。
- 『鋼鉄ジーグ』（1975-76年）、『ゴワッパー5 ゴーダム』（1976年）：地底文明による侵略と戦うロボットアニメ。
- いしいひさいち『地底人』：1979年初出のギャグ漫画シリーズ。
- 『スーパーロボット大戦シリーズ』：一部作品に地底世界「ラ・ギアス」とそこを起源とするロボット（魔装機神）が登場する。
- 『ザ・コア』：2003年公開のSF映画。
- 『ディセント』シリーズ：2005年に初作が公開されたホラー映画。

## 比喩
「地下」は、地面の下にある部位ということから、転じて「表に出ない」という意味にも使われる。
- 地下放送とは、番組放送の送り手側の姿を隠した放送。
- 地下経済は、政府や財務当局などによって把握されない経済活動。「アングラ経済」とも言う。犯罪組織が密接に関っていることが多い。
- 地下銀行は、銀行法の免許を持たず、不正に海外に送金する（銀行法違反）業者。本人確認が必ずしも必要でなく、また、正規の銀行よりも格安、迅速なので、おもに不法残留外国人が利用し、不法就労や犯罪で入手したカネを母国に送る。
- 地下組織は、秘密裏に行動する組織（秘密結社）。
- 地下アイドルは、テレビなどのメディアに露出しないアイドル。最近はライブアイドルに言い換えられる傾向があり、死語になりつつある。
- 地下芸人は、自主興行を行なったり、そのライブに出演する東京のインディーズ芸人の通称[4]。地下階にあるライブハウスでの開催も多い[5]。
- 地下本、地下ビデオ、地下小説は内容が過激なため、一般的な方法で販売しない。裏本、裏ビデオ、裏小説とも言う。これらとは異なる政治的用語として、検閲が厳しいナチス・ドイツやその占領地域、ソ連・東欧社会主義諸国などで製作・配布された体制批判文献を地下出版（ロシア語ではサミズダート）と呼ぶ。
- アンダーグラウンド (文化)とは、地下運動、反権威主義などを通じて波及した1960年代に起こった文化・芸術運動のことを指す。アングラと略される。
- また、これらに限らず政治的な反体制や政府転覆を目指す極左などを説明する文脈で、表に出ないで活動する個人や組織の有様を「地下活動」であるとか、「地下に潜る」などと表現することもある。